# Roko Pelicarić
Roko Pelicarić (Zadar, 23. lipnja 1998.), hrvatski je vaterpolist. Igra za VK Solaris Šibenik. Visok je 188 cm i težak 86 kg.

## Vanjske poveznice
- Instagram
- Facebook